# 初音島II
《初音島II》（日語：D.C.II ～ダ・カーポII～，簡稱D.C.II）是由日本美少女遊戲品牌CIRCUS製作和發行的戀愛冒險遊戲，是《初音島》的續作。《初音島II》的首個遊戲版本為電腦版成人遊戲，於2006年5月26日推出。

## 歴史
2006年
- 4月15日－開放下載
- 5月26日－PC遊戲D.C.II初回限定版正式發售
- 6月23日－PC遊戲D.C.II普通版正式發售
- 7月7日－PC遊戲D.C.II限定生產CD版開售
- 11月7日－PC遊戲配信開始
- 12月22日－CIRCUS官方Fandisk：Circus Disk ～Christmas Days～正式發售

2007年
- 4月27日－PC遊戲D.C.II Spring Celebration正式發售
- 6月29日－D.C.II 對應Windows Vista的版本開售
- 10月1日－改編自遊戲的同名動畫D.C.II第一季正式在電視播放

2008年
- 1月25日－D.C.II ～ダ・カーポII～ 感謝包開售
- 2月29日－PC遊戲D.C.P.K.正式發售
- 4月5日－動畫D.C.II第二季（D.C.II.S.S.）正式在電視播放
- 5月29日－PS2遊戲D.C.II.P.S.正式發售
- 7月25日─CIRCUS官方Fandisk：C.D.C.D.2正式發售
- 12月26日－PC遊戲D.C.II.P.C.正式發售

2009年
- 6月26日－PC遊戲D.C.II To You正式發售
- 12月18日－PC遊戲D.C.II Fall in Love正式發售

2010年
- 10月28日－PSP遊戲D.C.I&II P.S.P發售
- 12月24日－PC遊戲D.C. Dream X'mas發售

2013年
- 1月25日－D.C.II BD特別版和D.C.I＆II BD特別版 W包發售

2015年
- 4月24日－PC遊戲D.C.II Dearest Marriage發售

## 概要
以前作《初音島》53年後的世界為舞台，故事接續在「朝倉音夢」路線的結局後。在前作結尾枯萎的「永不凋謝的櫻花樹」，在本篇開始的數年前又再度盛開、再次永不凋謝。
遊戲本篇可分成：描繪聖誕派對的第一部分、講述寒假的第二部分和各女主角獨自路線的第三部分。大致流程是：隨著玩家的行動，第一部分限定可攻略女主角的範圍，第二部分確定被攻略的女主角，第三部分進入該女主角的專屬故事。
從前作繼承的午休與放學後移動、睡前設定鬧鐘等系統依然健在，並有少許改良：移動時哪個地點有哪個女主角在能一目瞭然、設定鬧鐘時能聽廣播「明日鬧鐘預報」來預測明天上學會碰到誰，系統比前作更簡單好用。畫面表現上也強化，立繪能表現出角色的遠近和動作。
故事的風格繼承前作，到第二部分氣氛都比較正面愉快，第三部分轉入嚴肅的部分，故事越接近核心就越讓玩家感到故事角色的沉重與悲傷。被歸類為「泣系遊戲」。
續作為同公司製作，2012年4月27日發售的《初音島III》。

## 故事
芳乃家的「櫻內義之」，和鄰居的「朝倉音姬」與「朝倉由夢」從小有如親兄弟姊妹般一起長大。季節又接近了聖誕節，櫻花全年盛開的初音島也染上聖誕氣氛的時期。風見學園附屬中學三年級的義之和同班同學也正構想著一週後的聖誕派對要擺的攤位。
以這個聖誕派對為起點，冬去春來，義之的戀愛故事就此揭幕，有如島上綻放的魔法櫻花一般。

## 登場人物
所有登場人物的配音員均以電腦遊戲版／動畫版／PS2遊戲版的順序排列（顯示為「-」的是指沒有登場），部分中文譯名是非官方譯名
櫻內 義之
配音員：皇帝（部分）、三咲里奈（幼年時）／淺沼晉太郎、伊藤靜（幼年時）／同左
風見學園附屬中學三年三班的學生。雖然監護人是身為風見學園校長的芳乃櫻，但因為櫻太忙碌而從小就寄住在隔壁的朝倉家，與朝倉姊妹有如親兄弟姊妹般一起長大。直到升上附屬中學三年級前才在朝倉純一的建議下搬回芳乃家居住。
個性喜歡熱鬧加上又健談，周圍和他親近的女性多到會被板橋涉虧是「中產階級的傢伙」的程度。但對戀愛的事非常遲鈍，至今尚未有戀愛的經驗。由於長的帥、個性好再加上有時會在無意識下說出些讓女生心猿意馬的話，故雖然本人完全沒有自覺，但在《D.C.II S.C.》和《D.C.II F.L.》中指出已有學妹成為其支持者。附屬中學二年級時，被認定是在聖誕派對後夜祭上發生的「血染的聖夜」事件的主犯，成為學生會黑名單上列為Ａ級，和涉與杉並齊名的需要注意人物。但自從朝倉音姬成為學生會長之後，因為不想給她帶來麻煩，行為明顯收斂了。
與第一代作品的主人翁朝倉純一相同，擁有從手中變出和菓子和看見別人的夢的能力。
特技是彈吉他，雖然是自學但技術相當不錯，在小戀、奈奈佳故事路線會成為樂團的吉他手。滑雪高手且擅長煮飯，艾莉卡將他煮的咖哩評為：「皇家御廚也煮不出這種味道」，但不擅長唸書。
在D.C.II Dearest Marriage中，毕业后与“朝倉 音姬”交往后不久结婚，生有一女“樱内樱姬”。

### 自D.C.II起可攻略人物
朝倉 音姬
配音員：／高垣彩陽／同左
風見學園本部二年三班的學生，學生會會長，由夢的姊姊，義之稱她為「音姊（おとねえ）」。自小與義之一起生活，故對義之來說有如親姊姊一般。
因為處事冷靜、待人公平公正而受全校男女學生歡迎，但感情非常豐富，遇到感人的事情就會落淚。不論場合，音姬都親暱地以「弟弟（弟くん）」來稱呼義之。雖然義之曾經想制止，但每次音姬都會淚眼汪汪的抬頭看著他（義之稱為「真的不能說『弟弟』嗎？」光線），結果連義之自己也不再制止。
非常討厭情色話題，甚至會叱罵「色情的事情是不可以的！」並加上一小時的說教。義之藏著的色情書刊若被音姬發現也會被全數燒毀。雖然如此，但自己常常對義之做出過份親暱的身體接觸行為卻沒有自覺（這點讓由夢非常在意）。
自稱「正義的魔法使」，從母親繼承了魔法使的身分和力量。除了與義之和純一一樣，能徒手變出和菓子外，甚至還能變出洋菓子。非常怕鬼，連對自己正在講的鬼故事也嚇到發出悲鳴。非常擅長烹飪，常常與義之一起做飯。受櫻影響，喜歡看時代劇。
平常的穿著以連身洋裝或是長裙為主。
在D.C.II Dearest Marriage中，毕业后与“櫻內 義之”交往后不久结婚，生有一女“樱内樱姬”。
朝倉 由夢
配音員：／堀江由衣／同左
風見學園附屬中學二年一班學生，音姬的妹妹。對於義之有好感，但由於自己的個性，所以非常的不坦率。行動模式就有如前作的朝倉音夢一樣，非常會吃醋，料理的等級跟音夢有過之而無不及，有時也對用暴力解決一切（針對義之），跟音姬算是完全相反的人。稱主角義之為「哥哥」（典型的傲嬌）。
擁有睡眠時做預知夢的能力。本人的說法是，自己從來沒有做過「夢」，睡眠時所看到的只有「未來」。每次做預知夢後，會把夢到的內容寫在筆記本上，然後試著避開其中不好的部分，但從來沒有成功過。
平常家中穿著為綠色運動服，外出逛街則是短裙，家中與戶外穿著完全天差地遠。
白河 奈奈佳
配音員：／茅原實里／同左
風見學園附屬中學三年二班學生，從小時就和月島小戀感情很好，但在進附屬中學前沒有見過義之。擁有親衛隊的校園偶像兼輕音樂社的社員，擔任主唱。與小戀、涉為了演奏而經常在放學後於社團教室練習。因為社團缺吉它手而請來義之幫忙，再加上一些事故的原因，對義之有了好感。本篇故事開始前就知道小戀暗戀義之。
小時候和櫻花樹許願而擁有「碰觸到對方」就能感受對方想法的能力。因為發動條件的緣故，常常很習慣的對周圍的人做出讓人容易誤解的肌膚接觸。這讓奈奈佳在異性間大受歡迎，但也因此被一些同性所排擠。動畫版中並沒有點明這項能力，只有在第一季（D.C.II）第七集有疑似使用能力的場面。
天枷 美夏
配音員：／青木沙耶香／同左
風見學園附屬中學二年一班學生，機器人。因為某些緣故被義之從休眠狀態啟動，之後藉由轉學之名來到義之的學校，成為由夢的同班同學。非常討厭香蕉（其實非常喜歡），但香蕉中的成分卻又是美夏不可缺的能量來源之一，非得8小時吃一次不可。非常的討厭人類（卻和雪村杏非常的親密），認為人類都是邪惡的，而自己的最終目的是要消滅人類。被義之改變了想法，而對義之有了好感。有寫過征服世界的筆記（杏也算是幫凶）。
月島 小戀
配音員：／南條愛乃／同左
風見學園附屬中學三年三班學生，與義之同班的青梅竹馬，對義之有好感。在班上常和雪村杏與花咲茜在一起，被戲稱為「雪、月、花」三人組。在輕音樂社擔任貝斯手，是把義之暫時拉入輕音樂社的元兇。不坦率、有點膽小，對於義之太過幫助其他女性非常煩惱。因為不善於表達自己的意見，所以跟義之的關係一直原地踏步。
雪村 杏
配音員：遠野そよぎ／岡嶋妙／同左
風見學園附屬中學三年三班學生，與義之同班。身材嬌小，表情變化不多，不講話時簡直像個娃娃。但其實講話很毒，常常口頭上性騷擾人。很喜歡戲弄小戀但支持著小戀的戀情。家中成員只有自己和奶奶，奶奶死後變成獨居。故事中經常與茜一起行動。使用自稱為「雪村流暗記術」的技巧而記性非常的好，只要認為有趣的事就會想去做。另外，家雖然有書架，但架上卻幾乎沒有擺書，因為杏同一本書根本不需要再看第二次。

### 自D.C.II P.S.起可攻略人物
花咲 茜
配音員：牧泉美／柳瀨洋美／同左
風見學園附屬中學三年三班學生，經常與杏行動的好友，也很鼓勵小戀與義之交往，做事上比較隨意，沒有主見，不過卻有著可怕的胸力。
澤井 麻耶
配音員：／水橋香織／同左
風見學園附屬中學三年三班班長，成績優秀。有一個叫勇斗的弟弟。
高坂 真由紀
配音員：／伊藤靜／同左
風見學園本校二年三班，學生會副會長。音姫的好友，除了音姬以外唯一稱呼義之為「弟弟」的人。
藤林 忍
配音員：／-／植田佳奈
風見學園附屬中學二年三班學生，為《D.C.II P.S.》的隱藏角色。
艾莉卡·紫
配音員：石川佳子／-／釘宮理惠
風見學園付屬一年級生，《D.C.II P.S.》新增角色之一，是來自歐洲某國的公主，轉入風見學園後便開始在學生會中幫忙。頭腦很好，在滑雪方面是個新手，與義之第一次見面時因為意外的襲胸事件便非常討厭義之，直到聖誕節後才開始對義之有好感。
真實身分是外星人，聽聞第一代作品中的紫和泉子的事蹟才到地球。
艾西亞
配音員：櫻千歲／宮崎羽衣／同左
《D.C.II P.S.》新增角色之一，與第一代動畫版作品《D.C.S.S》的艾西亞是同一人物。對難懂的事情和遊樂園裡過於刺激的遊樂設施非常苦手，不過卻常常逞強否認這件事。來到初音島之前一直在世界各地旅行著，來初音島後在商店街擺地攤賣自己用魔法變出來的「手工」玩具，不過生意並不太好。在一次偶然的機會遇到了義之，與義之關係變得很好並慢慢的被他所吸引。
51年前（D.C.S.S動畫版結尾）向永不枯萎的櫻花樹許下了自己不存在的世界的願望，所以除了義之和櫻以外的人都記不住和艾西亞有關的事情，因此與人相處的態度上並不積極。此外，她也知道義之與櫻花樹的關係。
小鳥遊 真昼
配音員：小倉結衣／-／廣橋涼
風見學園附屬中學一年三班學生，《D.C.II P.S.》新增角色之一，因為常常用不知所云且冗長的例子，所以在劇本上對話常常被中略，真實身分其實是義之聽完所有風見學園七大不可思議事件後遇見的幽靈，為了找出和解除自己對塵世的留戀以便成佛便拜託義之一起幫忙，雖然是個幽靈，不過卻非常的怕鬼甚至曾經說出了否定自己存在的話。
生前體弱多病，進入風見學園後沒多久便開始住院，活著的時候永不枯萎的櫻花樹還未再度綻放，因此大約是10幾年前的事情。
莉乃
配音員：／-／花澤香菜
《D.C.II P.S.》的隱藏角色。

### 其他
杉並
配音員：空野太陽／岸尾大輔／同左
風見學園附屬中學三年三班學生，為義之的好友，平常喜歡出亂點子，經常對義之提供奇怪的東西，對於學校慶典非常重視，總是會提出驚人的主意（不過都是不太正常的點子）。與第一代作品的杉並有著迷一般的關係。
板橋 涉
配音員：萬栗太郎／山口勝平／同左
風見學園附屬中學三年三班學生，為義之的好友，輕音樂社的社員，鼓手，一直在找尋可以交往的女孩子，但是某些關係，所以目前還是零經驗值，後來對小戀產生好感。杉並提出的點子他都會贊成，也算是隨便的人。
水越 舞佳
配音員：／淺川悠／同左
風見學園的保健老師，天枷研究所的合夥人，亦是島上水越病院的經營家族成員。
芳乃 櫻
配音員：北都南／田村由香里／同左
風見學園校長，櫻內義之的監護人。外貌和前作時幾乎沒變的蘿莉外型角色，但年紀至少大了已是70歲老爺爺的朝倉純一一歲。與純一的感情變的像是家人，有著傳承自祖母的魔力。目前義之就是住在芳乃家，寵物由貓換成了狗。
前作完結後長年待在美國從事魔法研究，在數年前才回到初音島並種下了改良後的魔法櫻花樹，讓初音島的櫻花樹從「只會在春天才開花」變回「一年四季也開著」。在漫画版中也向“永不枯萎的樱花树”许下过心愿，心愿就是-想要一个小孩（这个小孩就是主角樱内义之）。
朝倉純一
前作的主角，教会义之和音姬变出点心的魔法。

## 主題曲

### D.C.II
- 總OP・第三部OP
  - 作詞・作曲：tororo、編曲：Angel Note、歌：yozuca*
- 總ED「Spring has come」
  - 作詞・作曲：rino、編曲：大久保薰、歌：rino
- 第一部OP and 插曲「beautiful flower」
  - 作詞・作曲・編曲：宇佐美宏、歌：美郷あき
- 第二部OP「Especially」
  - 作詞：くみはし佑、作曲・編曲：宇佐美宏、歌：橋本みゆき
- 插曲「Time will shine」
  - 作詞：原口知己、作曲・編曲：稻田昌宏、歌：Alchemy+
- 奈奈佳ED・插曲
  - 作詞・作曲：BABY FACE、編曲：鈴木マサキ、歌：yozuca*
- 杏・小恋線ED and 先行版ED曲「Little Distance」
  - 作詞：RUCCA、作曲：中野慎也、編曲：稻田昌宏（Alchemy+）、歌：桃田佳世子
- 音姫・由夢ED「If... 〜I wish〜」
  - 作詞：RUCCA、作曲・編曲：宇佐美宏、歌：美郷あき
- 美夏ED
  - 歌：風見学園一同
ひなき藍、きのみ聖、立花あや、野中みゅう、遠野そよぎ、かがみありす、まきいづみ、七星友里子、三咲里奈、柚木あずさ、宮代ゆず、北都南、空野太陽、万栗太郎、皇帝、ヘルシー太郎、komoken、卒園者A、一魅、タカP

### D.C.II PS追加歌曲
- 美夏線ED「（D.C.II PS版）」
  - 歌：風見学園
高垣彩陽、堀江由衣、南條愛乃、茅原實里、青木沙耶香、岡嶋妙、柳瀨洋美、水橋香織、伊藤靜、釘宮理惠、廣橋涼、宮崎羽衣、淺沼晉太郎、岸尾大輔、山口勝平、淺川悠、下田麻美、伊藤健太郎、田村由香里、長、今井麻美、羽多野涉、折笠富美子
- 茜、麻耶線ED「1sec.」
  - 作詞：ゆうまお、作曲・編曲：太田雅友 歌：瀬名
- 真由紀、艾莉卡線ED
  - 作詞・作曲：rino、編曲：安藤聖、歌：rino
- 真昼、艾西亞線ED
  - 作詞：ゆうまお、作曲：津上潤也、編曲：大久保薰、歌：美郷あき
- 插曲「Cloudy」
  - 作詞：rino、作曲・編曲：末廣健一郎、歌：yozuca*
- 插曲
  - 作詞・作曲：rino、編曲：虹音、歌：橋本みゆき

## 電視動畫

### 初音島II

#### 第一季主題曲
- 片頭曲（1話〜13話）：

作詞、作曲：tororo；編曲：黑須克彥；歌：yozuca*
- 片尾曲（1話〜12話）：

作詞、作曲：rino；編曲：大久保薰；歌：CooRie
- 插入曲（3話、7話）、ED（13話）：

作詞、作曲：rino；編曲：黑須克彦；歌：茅原實里
- 插入曲（5話）：

作詞、作曲：rino；編曲：虹音；歌：CooRie
- 插入曲（7話）：

作詞、作曲：yozuca*；編曲：末廣健一郎；歌：yozuca*
- 插入曲（10話）：

作詞、作曲：rino；編曲：末廣健一郎；歌：CooRie

#### 第一季各話資料
| 話數 | 中文標題（原文標題）          | 腳本       | 分鏡         | 演出         | 作畫監督                              | 總作畫監督                |
| ---- | ----------------------------- | ---------- | ------------ | ------------ | ------------------------------------- | ------------------------- |
| 1    | 小小的戀愛季節 （小さな恋の季節）           | 鈴木雅詞   | 遠藤徹哉     | 遠藤徹哉     | 丸山隆                                | 島澤範子                  |
| 2    | 香蕉與人類 （バナナと人間）               | 長谷川勝己 | 遠藤徹哉     | 鈴野貴一     | 渡邊奈月                              | 枡田邦彰 鈴木豪           |
| 3    | FIRST LESSON （ファーストレッスン）             | 網谷正治   | 佐佐木奈奈子 | 佐佐木奈奈子 | 堀川直哉                              | 島澤範子、枡田邦彰 鈴木豪 |
| 4    | 在秋天的風中 （秋風の中で）             | 鈴木雅詞   | 松井仁之     | 守田藝成     | 鶴池一馬                              | 島澤範子、枡田邦彰 鈴木豪 |
| 5    | 兩公分的距離 （あと2センチの距離）             | 網谷正治   | 殿勝秀樹     | 星野真       | 吉田伊久雄                            | 枡田邦彰 鈴木豪           |
| 6    | 討厭人類 （人間キライ）                 | 鈴木雅詞   | 遠藤徹哉     | 遠藤徹哉     | 杉山了藏 浦和文子                     | 島澤範子、枡田邦彰 鈴木豪 |
| 7    | 突來的風雨 （にわか嵐）               | 鈴木雅詞   | 木村真一郎   | 名和宗則     | 丸山隆                                | -                         |
| 8    | 白晝之時 （白日の時）                 | 長谷川勝己 | 石平信司     | 鈴野貴一     | 渡邊奈月                              | 島澤範子 枡田邦彰 鈴木豪  |
| 9    | 充滿戀愛的大合路 （恋模様大和路）         | 鈴木雅詞   | 小林智樹     | 園田雅裕     | 野村雅史、佐藤元昭 清水祐實、立田真一 | 島澤範子 枡田邦彰 鈴木豪  |
| 10   | 朦朧的思念 （霞んでいく想い）               | 鈴木雅詞   | 小林智樹     | 守田藝成     | 堀川直哉 Shln Jgglck                  | 島澤範子 枡田邦彰 鈴木豪  |
| 11   | 小戀、言不由衷 （小恋、ココロ、うらはら）           | 網谷正治   | 遠藤徹哉     | 中山敦史     | 小森篤                                | 枡田邦彰                  |
| 12   | 心的吊橋 （心の架け橋）                 | 長谷川勝己 | 佐佐木奈奈子 | 佐佐木奈奈子 | 杉山了藏 緒方浩美                     | 島澤範子 枡田邦彰 鈴木豪  |
| 13   | 在櫻花綻放的時節想念著你 （桜笑み君想う） | 長谷川勝己 | 遠藤徹哉     | 遠藤徹哉     | 丸山隆 堀川直哉                       | 島澤範子 枡田邦彰 鈴木豪  |

### 初音島II 第二季

#### 第二季主題曲
- 片頭曲（1話〜13話）：

作詞、作曲：tororo；編曲：藤田淳平；歌：yozuca*
- 片尾曲（1話〜13話）：

作詞、作曲：rino；編曲：大久保薰；歌：CooRie
- 插入曲（5話）：「love☆mind」

作詞・作曲：yozuca*、編曲：、歌：yozuca*
- 插入曲（8話）：

作詞・作曲：rino、編曲：安藤聖、歌：CooRie
- 插入曲（11話）：

作詞：rino、作曲：yozuca*、編曲：安藤聖、歌：yozurino*
- 插入曲（12話）：「…」

作詞・作曲：yozuca*、編曲：、歌：yozuca*
- 插入曲（13話）：

作詞・作曲：rino、編曲：大久保薰、歌：CooRie

#### 第二季各話資料
| 話數 | 中文標題（原文標題） | 腳本       | 分鏡         | 演出              | 作畫監督          | 總作畫監督               |
| ---- | -------------------- | ---------- | ------------ | ----------------- | ----------------- | ------------------------ |
| 1    | 宛如深雪 （深雪の如く）        | 長谷川勝己 | 遠藤徹哉     | 遠藤徹哉          | 丸山隆            | 島澤範子                 |
| 2    | 雪的密室 （雪の密室）        | 網谷正治   | 及川啓       | 鈴野貴一          | 渡邊奈月          | 枡田邦彰 鈴木豪          |
| 3    | 正義的魔法師 （正義の魔法使い）    | 鈴木雅詞   | 佐佐木奈奈子 | 佐佐木奈奈子      | 杉山了哉 杉山了鳳 | 島澤範子 枡田邦彰        |
| 4    | 幸福的形狀 （幸せの形）      | 長谷川勝己 | 園田雅裕     | 奧野耕太          | 小森篤            | 枡田邦彰                 |
| 5    | 失望的雪原 （失望の雪原）      | 網谷正治   | 夕澄慶英     | 夕澄慶英          | 堀川直哉          | 島澤範子 枡田邦彰 鈴木豪 |
| 6    | 櫻迷宫 （桜迷宮）          | 鈴木雅詞   | 及川啓       | 鈴野貴一          | 渡邊奈月          | 島澤範子 枡田邦彰 鈴木豪 |
| 7    | 不能改變的夢 （変えられない夢）    | 長谷川勝己 | 及川啓       | 星野真            | 山本篤史 浦和文子 | 島澤範子 枡田邦彰        |
| 8    | 櫻桃與哥哥 （さくらんぼとお兄ちゃん）      | 網谷正治   | 遠藤徹哉     | 徳元善信          | 丸山隆            | 島澤範子                 |
| 9    | 崩壞的春天 （壊れゆく春）      | 鈴木雅詞   | 菜香ゆき     | 菜香ゆき          | 杉山了藏 佐藤元昭 | 島澤範子 枡田邦彰        |
| 10   | 夢的終結 （夢の終わり）        | 長谷川勝己 | 夕澄慶英     | 夕澄慶英          | 濱津武宏          | 島澤範子 枡田邦彰        |
| 11   | 枯草色的島 （枯色の島）      | 鈴木雅詞   | 佐佐木奈奈子 | 佐佐木奈奈子      | 川島勝浦 和文子   | 島澤範子 枡田邦彰        |
| 12   | 記憶的深淵 （記憶の淵）      | 網谷正治   | 及川啓       | 及川啓            | 鈴木豪 緒方浩美   | 島澤範子 枡田邦彰        |
| 13   | 回歸的季節 （巡りくる季節）      | 長谷川勝己 | 橘秀樹       | 後信治 駒澤健一郎 | 丸山隆 枡田邦彰   | 島澤範子                 |

## 影響
《初音島II》在日本美少女游戏与动画相关商品销售网站Getchu.com的2007年销量榜上排名第六。
在2007年10月，《電擊G's magazine》舉辦了日本前五十名最佳美少女遊戲排名的票選活動，《初音島II》在入圍的249款遊戲中獲得47票而成為第7名。

## 外部連結
- CIRCUS HOME PAGE （年齡限制）（页面存档备份，存于）（日語）
- D.C.II動畫官方網站（页面存档备份，存于）（日語）
- D.C.II S.S.動畫官方網站（页面存档备份，存于）（日語）
- BDPG版官方網站（页面存档备份，存于）（日語）